# Coelometopon cavifrons
Coelometopon cavifrons är en skalbaggsart som beskrevs av Emile Janssens 1972. Coelometopon cavifrons ingår i släktet Coelometopon och familjen vattenbrynsbaggar. Inga underarter finns listade i Catalogue of Life.